# Bâtiment de la vieille école à Dragovo
Le bâtiment de la vieille école à Dragovo (en serbe cyrillique : Стара школска зграда у Драгову ; en serbe latin : Stara školska zgrada u Dragovu) se trouve à Dragovo, dans la municipalité de Rekovac et dans le district de Pomoravlje, en Serbie. Il est inscrit sur la liste des monuments culturels protégés de la république de Serbie (identifiant no SK 454).

## Présentation

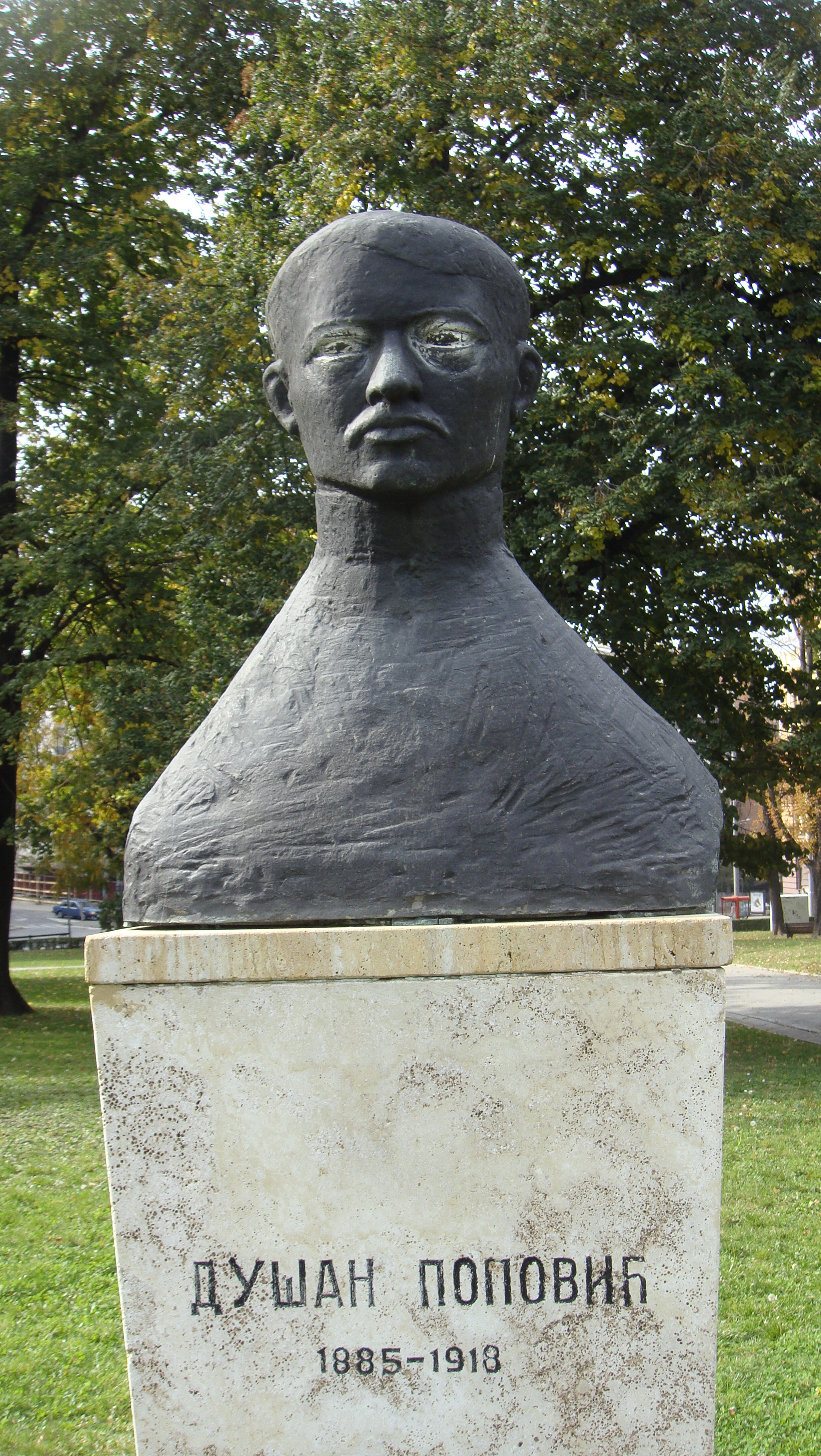
Buste de Dušan Popović à Belgrade

Le bâtiment se trouve au centre du village, dans la cour de l'actuelle école du village de Dragovo. Par son architecture, elle appartient au type de bâtiments planifiés en Serbie dans la seconde moitié du XIXe siècle. De plan rectangulaire, l'école comptait deux salles de classe situées de part et d'autre d'un couloir et un logement pour le professeur.
Dans cette maison est né Dušan Popović, un militant socialiste, proche de Svetozar Marković, collaborateur de Dimitrije Tucović, journaliste et publiciste. Il a été l'un des fondateurs du Mouvement des travailleurs et le fondateur du Parti social-démocrate serbe. Plus tard, il a été rédacteur en chef des journaux Radničke novine (« La Gazette des travailleurs ») et Borba (« Combat »).